# Solanum amygdalifolium
Solanum amygdalifolium es una especie de planta fanerógama perteneciente a la familia de las solanáceas.

## Distribución
Se encuentra en América del Sur.

## Taxonomía
Solanum amygdalifolium fue descrita por Ernst Gottlieb von Steudel y publicado en Nomenclator Botanicus. Editio secunda 2: 600. 1841.
Etimología
Solanum: nombre genérico que deriva del vocablo Latíno equivalente al Griego στρνχνος (strychnos) para designar el Solanum nigrum (la "Hierba mora") —y probablemente otras especies del género, incluida la berenjena—, ya empleado por Plinio el Viejo en su Historia naturalis (21, 177 y 27, 132) y, antes, por Aulus Cornelius Celsus en De Re Medica (II, 33). Podría ser relacionado con el Latín sol. -is, "el sol", debido a que la planta sería propia de sitios algo soleados.
amygdalifolium: epíteto latino compuesto que significa "con las hojas de Amygdalus".
Sinonimia
- Solanum angustifolium var. macrophyllum Dunal
- Solanum brittonianum Morong
- Solanum handelianum Morong
- Solanum persicifolium Dunal[6]